# قلعه گبری لامرد
قلعه گبری لامرد در لامرد، جنوب محله سورغال واقع شده و این اثر در تاریخ ۲۴ تیر ۱۳۸۲ با شمارهٔ ثبت ۹۲۱۷ به‌عنوان یکی از آثار ملی ایران به ثبت رسیده است.